# Silja Kosonen
Silja Kosonen, född 16 december 2002, är en finländsk friidrottare som tävlar i släggkastning.

## Karriär
Vid de europeiska U23-mästerskapen i friidrott 2023 tog Kosonen guld i släggkastning. Vid de europeiska spelen samma år tog hon i samma gren brons.